# Parlophone Records
«Parlophone Records» («Парлофо́н ре́кордз») — британський лейбл звукозапису, заснований 1923 року як філіал німецького лейбла Parlophon (входив в склад компанії Carl Lindstrom).

## Історія
Parlophone був заснований компанією Carl Lindström Company 1896 року. Назва Parlophon використовувалася для патефонів до того, як компанія почала випускати власні записи. Торгова марка ₤ — це стилізована чорна літера L, що означає Ліндстрем (схожість зі знаком британського фунта £ та знаком італійської ліри ₤ є випадковою: обидва походять від літери L, що використовується як абревіатура для давньоримської одиниці виміру терезів). 8 серпня 1923 року було створено британське відділення «Парлофону» (з доданою буквою «е») на чолі з менеджером A&R Оскаром Пройссом. У перші роки свого існування Parlophone зарекомендував себе як провідний джазовий лейбл у Британії.
У 1927 році Columbia Graphophone Company придбала контрольний пакет акцій компанії Carl Lindström Company, включаючи Parlophone. Parlophone став дочірньою компанією Electric & Musical Industries (EMI) після злиття Columbia Graphophone із Gramophone Company в 1931 році.
У 1950 році Оскар Пройс найняв собі помічника продюсера Джорджа Мартіна. Коли Пройс пішов у відставку в 1955 році, Мартін змінив його на посаді менеджера Parlophone. Parlophone спеціалізувався переважно на класичній музиці, акторських записах та регіональній британській музиці, але Мартін також розширив асортимент новинками та комедійними записами. Яскравим прикладом був The Best Sellers, збірка скетчів і комічних пісень Пітера Селлерса, створених під виглядом різноманітних комічних персонажів. У 1958 році він досяг третього місця в UK Albums Chart. Серед музикантів, які підписалися на лейбл, були Хамфрі Літтелтон і Vipers Skiffle Group.
Постійно успішною групою Parlophone був кумир підлітків Адам Фейт, який підписав контракт із лейблом у 1959 році. Лейбл отримав значну популярність у 1962 році, коли Мартін підписав контракт із ліверпульською групою The Beatles. Parlophone привернув більше уваги після підписання контрактів з Холліс, Еллою Фіцджеральд та Gerry and the Pacemakers в 1960-х роках. Мартін покинув EMI/Parlophone, щоб сформувати Associated Independent Recording Studios (AIR) у 1965 році.
Parlophone став бездіяльним (за винятком перевидань Beatles) у 1973 році, коли більшість записів лейблів EMI було припинено на користь EMI Records, лише щоб відродитися в 1980 році. Протягом наступних десятиліть лейбл записував альбоми Pet Shop Boys, Duran Duran, Roxette, Radiohead, Supergrass, Guy Berryman, Chemical Brothers, Blur, Coldplay, Kylie Minogue, Damon Albarn, Conor Maynard, Gabrielle Aplin і Gorillaz.
23 квітня 2008 року Майлз Леонард був затверджений президентом лейбла.
28 вересня 2012 року регулятори схвалили заплановане придбання Universal Music Group материнської групи Parlophone EMI за 1,2 мільярда фунтів стерлінгів за умови, що Європейська комісія вимагала, щоб UMG продала низку лейблів, включаючи сам Parlophone (крім каталогу Beatles), який зберігався в UMG і був переміщений до нещодавно створеного Universal Calderstone Productions), Chrysalis (окрім каталогу Роббі Вільямса), Ensign, Virgin Classics, EMI Classics, світові права на Roulette Records, а також операції EMI в Португалії, Іспанії, Франції, Бельгії, Данії, Норвегії, Швеції, Чехії, Словаччині та Польщі. Ці лейбли працювали незалежно від Universal як Parlophone Label Group, поки не знайшовся покупець. UMG отримала кілька пропозицій щодо PLG, зокрема від засновника Island Кріса Блеквелла, Саймона Фуллера, консорціуму Sony/BMG, Warner Music Group та MacAndrews & Forbes.
7 лютого 2013 року було підтверджено, що Warner Music Group придбає Parlophone Label Group за 765 мільйонів доларів США. Угода була схвалена у травні 2013 року Європейським Союзом, який не відчув занепокоєння щодо угоди через менше охоплення WMG в порівнянні з об’єднаними UMG і Sony. Warner Music закрила угоду 1 липня. Parlophone Label Group був старим лейблом EMI Records, який включав як Parlophone, так і однойменний лейбл EMI. Торгова марка EMI була збережена Universal (як Virgin EMI Records), тоді як «стара» EMI Records припинила свою діяльність і була перейменована в «Parlophone Records Ltd».
Незабаром після придбання Parlophone, WMG підписала угоду з IMPALA та Merlin Network (дві групи, які виступали проти угоди EMI/Universal) про передачу каталогів на суму 200 мільйонів доларів незалежним лейблам, щоб допомогти компенсувати консолідацію, спричинену злиттям. У квітні 2016 року бек-каталог британської рок-групи Radiohead, яка подала до суду на Parlophone і EMI через суперечку щодо гонорарів за музику, було передано до XL Recordings.
WMG розглядає Parlophone як свою третю «фронтову» групу лейблів поряд з Atlantic і Warner. У США більшість записів виконавців Parlophone зараз розповсюджуються під лейблом Warner Records, за винятком Dinosaur Pile-Up, який розповсюджується під Elektra Music Group's Roadrunner Records, а також Coldplay і Tinie Tempah (обидва розповсюджуються під Atlantic Records), і David Guetta, який розповсюджується під Big Beat Records.

## Відомі виконавці, які записувались на лейблі
- The Beatles
- Blur
- Coldplay
- Deep Purple
- Pet Shop Boys
- Queen
- Radiohead
- Kylie Minogue
- Supergrass
- Gorillaz
- Тайни Темпа
- Mansun